# プロセス神学
プロセス神学（プロセスしんがく、英語：process theology）は、アメリカで発生した「プロセス哲学」と結びつける形で、世俗神学に対抗するものとしての神学を再建する神学者たちのグループの神学である。
プロセス神学はホワイトヘッドのプロセス哲学という前提に深い関連がある。
ホワイトヘッドは世界は動的なもので、つねに変化しているものであって、生成が本質存在を含有しているという理念を中心に思想体系を形成した。ホワイトヘッドは神でさえ生成に従属していると考えた。
チャールズ・ハートショーンはホワイトヘッドの理念をさらに発展させて、生成は本質存在、無限、永遠と共に神の属性の一つであるとし、神もまた有限で時間的なものであるとした。ハートショーンは神はプロセスそのものであると言い切った。
このような考えを前提として、デヴィッド・レイ・グリフィン、ノーマン・ピッテンガー、ダニエル・デイ・ウィリアムス、シュバート・オグデン、ジョン・コブ・ジュニアなどの英語圏の急進的神学者が提携し、プロセス神学のグループを形成した。
日本在住の神学者としては、福音主義神学とプロセス神学の関係を研究しているステパノ・フランクリンがいる。